# Forever Blues
Forever Blues è un film del 2005 scritto, diretto e interpretato da Franco Nero.

## Trama
Luca è un trombettista blues disilluso, Marco un bambino quasi autistico che lo incontra per caso. Tra i due nasce un'amicizia insolita in cui ognuno offre qualcosa all'altro facendolo crescere e sperare in una provincia vista come luogo da cui si sogna di andare via.

## Curiosità
- L'esecuzione delle musiche con la tromba sono state doppiate dal trombettista statunitense Michael Supnick che appare anche come trombonista nel video. Nella scena finale le mani appartengono a Michael Supnick che diteggia lo strumento che appare in mano a Franco Nero.